# John Stuart Williams
Pour les articles homonymes, voir John Williams.
John Stuart Williams (10 juillet 1818 - 17 juillet 1898) est un général de l'armée des États confédérés pendant la guerre de Sécession et un sénateur américain démocrate d'après-guerre du Kentucky.

## Avant la guerre
Né près de Mount Sterling, Kentucky, Williams fréquente les écoles communes et est diplômé de l'université Miami à Oxford (Ohio), en 1839. Il étudie le droit, est admis au barreau en 1840, et commencé à pratiquer à Paris (Kentucky). Il sert lors de la guerre américano-mexicaine, d'abord comme capitaine d'une compagnie indépendante attachée au 6th U.S. Infantry, et par la suite en tant que colonel du quatrième régiment des volontaires du Kentucky. Il reçoit le surnom de « Cerro Gordo Williams » pour sa bravoure à la bataille.
Williams est membre de la chambre des représentants du Kentucky en 1851 et 1853. Il devient connu comme l'un des principaux partisans des droits des États. Il est d'abord anti-sécessionniste, mais abhorre les politiques du président Abraham Lincoln et lie son sort à celui de la Confédération.

## Guerre de Sécession
Avec le déclenchement des hostilités, Williams part pour Prestonsburg au début de 1861 et est nommé colonel du 5th Kentucky Infantry. Il sert d'abord sur le théâtre oriental, d'abord sous les ordres d'Humphrey Marshall dans le sud-ouest de la Virginie. Il participe  l'invasion malheureuse de Marshall du Kentucky oriental, en 1862. Il est promu au brigadier général à la fin de 1862 et reçoit le commandement du département du sud-ouest de la Virginie.
Il organise une brigade de cavalerie et aide à résister à l'invasion d'Ambrose Burnside du Tennessee de l'Est, à l'automne de 1863, en participant à la bataille de Blue Springs. Il démissionne de ce commandement et est transféré en Géorgie, assumant le commandement des régiments de cavalerie du Kentucky de Joseph Wheeler en juin 1864. Il reçoit une résolution formelle de remerciements du deuxième congrès confédéré à l'automne de 1864 pour ses actions lors de la bataille de Saltville. Il se rend en 1865.

## Après la guerre
Williams retourne chez lui après la guerre et continue à s'engager dans des activités agricoles, avec sa résidence à Winchester, Kentucky.
Il devient à nouveau membre de la chambre de l'État en 1873 et 1875. Il est candidat malheureux à l'élection du gouverneur du Kentucky en 1875, et est un électeur présidentiel pour le ticket démocrate en 1876. Il est élu au sénat des États-Unis en 1879 et sert du 4 mars 1879 au 3 mars 1885. Il échoue à sa réélection et retourne à ses activités agricoles.
Williams s'implique dans le développement de la terre en Floride à la fin des années 1880. Avec un partenaire, l'homme d'affaires de Louisville Walter N. Haldeman, éditeur du Louisville Courier-Journal ; ils fondent la ville de Naples, en Floride.
Il meurt à Mount Sterling, en 1898, et est enterré dans le cimetière de Winchester à Winchester.